# Richard Adler (compositeur)
Pour les articles homonymes, voir Richard Adler et Adler.
Richard Adler (né le 3 août 1921 à New York et mort le 21 juin 2012 à Southampton (État de New York)) est un parolier américain, auteur, compositeur et producteur de plusieurs spectacles de Broadway.

## Vie et carrière
Richard Adler, né à New York en 1921, est le fils de Elsa Adrienne (née Richard) et de Clarence Adler. Sa mère est une « débutante » de Mobile en Alabama. Adler reçoit une éducation musicale, son père étant un célèbre pianiste de concert, ainsi que le professeur de compositeurs tels qu'Aaron Copland. Il est diplômé de l'université de Caroline du Nord à Chapel Hill en 1943 et sert dans la réserve navale américaine pendant la Seconde Guerre mondiale. Après son service dans la marine, il commence sa carrière comme parolier, faisant équipe avec Jerry Ross en 1950. En tant que duo, ils travaillent en tandem, s'attribuant tous deux le mérite des paroles et de la musique.
Richard Adler meurt le 21 juin 2012, chez lui à Southampton (État de New York), âgé de 90 ans.

## Vie personnelle
Richard Adler a été marié trois fois. Son second mariage était avec l'actrice anglaise Sally Ann Howes en 1958.

## Sélection d'œuvres

### Travaux pour Broadway et la télévision
En tant que compositeur/parolier, sauf indication contraire :
- Stop the Music – auteur; série diffusée de 1949 à1956
- John Murray Anderson's Almanac – Comédie musicale, 10 décembre 1953 – 26 juin 1954 (avec Jerry Ross)
- The Pajama Game – Comédie musicale, 13 mai 1954 – 24 novembre 1956 (avec Jerry Ross)[9]
- Damn Yankees – Comédie musicale, 5 mai 1995 – 12 octobre, 1957 (avec Jerry Ross)
- The Sin of Pat Muldoon – 13 mars 1957 au 16 mars 1957 (producteur uniquement)
- Gift of the Magi – Comédie musicale avec sa femme de l'époque Sally Ann Howes – 9 décembre 1958
- Kwamina – Comédie musicale avec sa femme de l'époque Sally Ann Howes. 23 octobre 1961 – 18 novembre 1961
- A Mother's Kisses – 21 septembre au 19 octobre 1968 – trois semaines d'essais à l'extérieur de la ville, à New Haven et Baltimore seulement. La pièce a été annulée avant d'arriver à Broadway. Avec Bea Arthur et Bernadette Peters
- Rex – Comédie musicale, 25 avril 1976 – 5 juin 1976 (producteur uniquement. Musique de Richard Rogers, paroles de Sheldon Harnick)
- Music Is – Comédie musicale, 20 décembre 1976 – 26 décembre 1976 (Compositeur uniquement. Paroles de Will Holt.)
- Fosse –  Comédie musicale, 14 janvier 1999 – 25 août 2001 (incluant le travail d'Adler & Ross originellement écrit pour Damn Yankees et The Pajama Game)

### Reprises
- The Pajama Game – 9 décembre 1973 – 3 février 1974
- Damn Yankees – 3 mars 1994 – 6 août 1995
- The Pajama Game – 23 février 2006 – 11 juin 2006 (avec Harry Connick Jr., Kelli O'Hara et Michael McKean)

### Chansons populaires
- Rags To Riches (avec Jerry Ross)
- Hey, There (avec Jerry Ross)
- Hernando's Hideaway (avec Jerry Ross)
- Steam Heat (avec Jerry Ross)
- Whatever Lola Wants (avec Jerry Ross)
- Everybody Loves A Lover (paroles de Adler, musique de Robert Allen)
- Another Time, Another Place (paroles et musiques de Adler, de la comédie musicale de 1961 Kwamina)
- Heart (avec Jerry Ross)
- I'm Not at All in Love (avec Jerry Ross)

## Prix, nominations et honneurs
- Tony Awards
  - 1955 Best Musical – The Pajama Game (musique et paroles)
  - 1956 Best Musical – Damn Yankees (musique et paroles)
  - 1962 Best Composer nomination – Kwamina (musique)
- 4 Pulitzer Nominations
- 2 Donaldson Awards
- 2 Variety Critics Awards
- London Evening Standard Award
- Colgate Distinguished Service Award
- Inducted into the Songwriters Hall of Fame in 1984.
- National Park Service Honorary Ranger Award
- Emmy Award
- Southampton Cultural Center Achievement Award for Theater (1993)
- University of North Carolina at Chapel Hill Lifetime Achievement Award
- ASCAP Richard Rodgers Award
- Docteur honoris causa en musique et réalisation artistique du Wagner College

## Autobiographie
- (en) Richard Adler et Lee Davis, You Gotta Have Heart : An Autobiography, Donald I. Fine, Inc., 1990, 354 p. (ISBN 1-55611-201-7)